# Andreasstift (Worms)
Das Andreasstift mit der Andreaskirche ist ein mittelalterlicher Gebäudekomplex in Worms. Er wird seit 1930 als Museum der Stadt Worms genutzt.

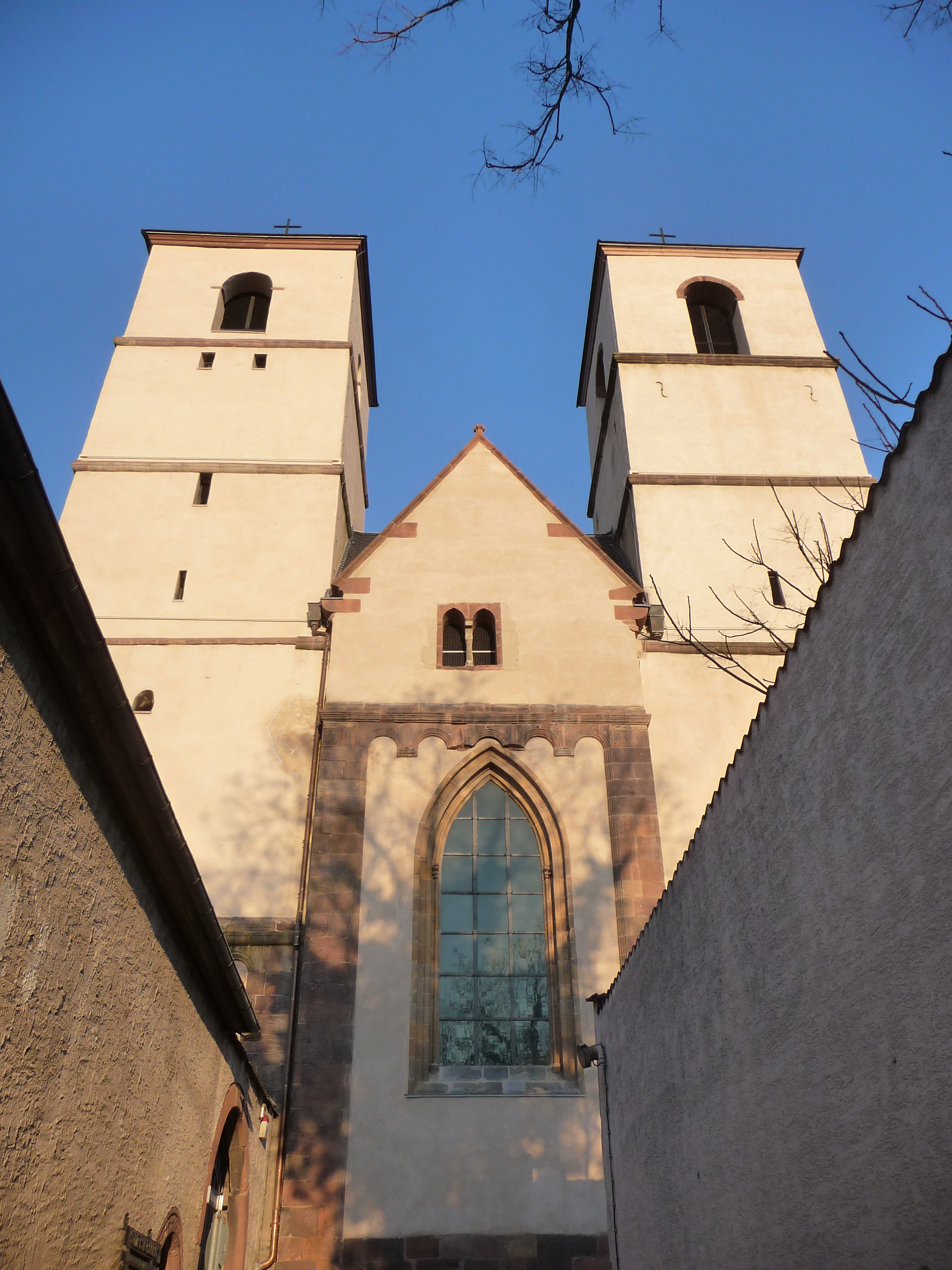
Andreaskirche, Ostchor und Chortürme

## Geografische Lage
Das Andreasstift lag zunächst außerhalb der damaligen Stadtmauer von Worms auf einem Hügel, in einem Gebäudekomplex, der nach der Umsiedlung des Stifts als „Bergkloster“ vom Dominikanerorden genutzt wurde. In diesem Bereich steht heute das Verwaltungsgebäude der EWR AG am Lutherring.
Die Neugründung von 1020 liegt im Süden des historischen Stadtkerns, unmittelbar an der inneren Stadtmauer, am Weckerlingplatz, dem ehemaligen Friedhof des Stifts, in der Nähe des Wormser Doms St. Peter und der Magnuskirche. Diese Pfarrkirche gehörte vor der Reformation zum Stift St. Andreas.

## Kirchliche Einordnung
Das Patrozinium des Stifts bezieht sich auf den Apostel Andreas. Es war eines von fünf Kollegiatstiften, die in Worms bestanden. Die anderen waren der Wormser Dom St. Peter, St. Cyriakus in Neuhausen, St. Paul und St. Martin. Das Stiftskirche war Sitz einer der Propsteien des Bistums Worms. Davon gab es später vier. Die anderen Pröpste hatten ihre Sitze in den erwähnten Stiften, der Bischof in dem des Domes. Anlässlich der ältesten erhaltenen Erwähnung von St. Andreas ist allerdings (noch) von sieben Pröpsten die Rede.

## Geschichte

### Anfänge
Diese älteste erhaltene Erwähnung des Kollegiatstiftes St. Andreas stammt von 1016.
Bischof Burchard verlegte um 1020 das St.-Andreas-Stift in den von ihm restaurierten Mauerring, an die Stelle, an der sich die Gebäude noch heute befinden. Die Stadtmauer bildete die südliche Begrenzung des Gebäudekomplexes. Dazu muss eine Kirche an dieser Stelle bereits existiert haben. Durch den folgenden Neubau ist davon aber heute fast nichts sichtbar erhalten. Eine kleine Apsis in der Gruft könnte von diesem ursprünglichen Bau stammen, ebenso Teile der Fundamente der heutigen Kirche. Die Andreaskirche auf dem „Andreasberg“, am alten Standort, blieb zunächst bestehen.
Aus dem gesamten 11. Jahrhundert sind weiteren schriftliche Zeugnisse zum Andreasstift nicht erhalten. Eine Ordnung über die Versorgung der Stiftsherren – vorgeblich aus dem Jahr 1068 – ist eine spätere Fälschung.

### Hochmittelalter

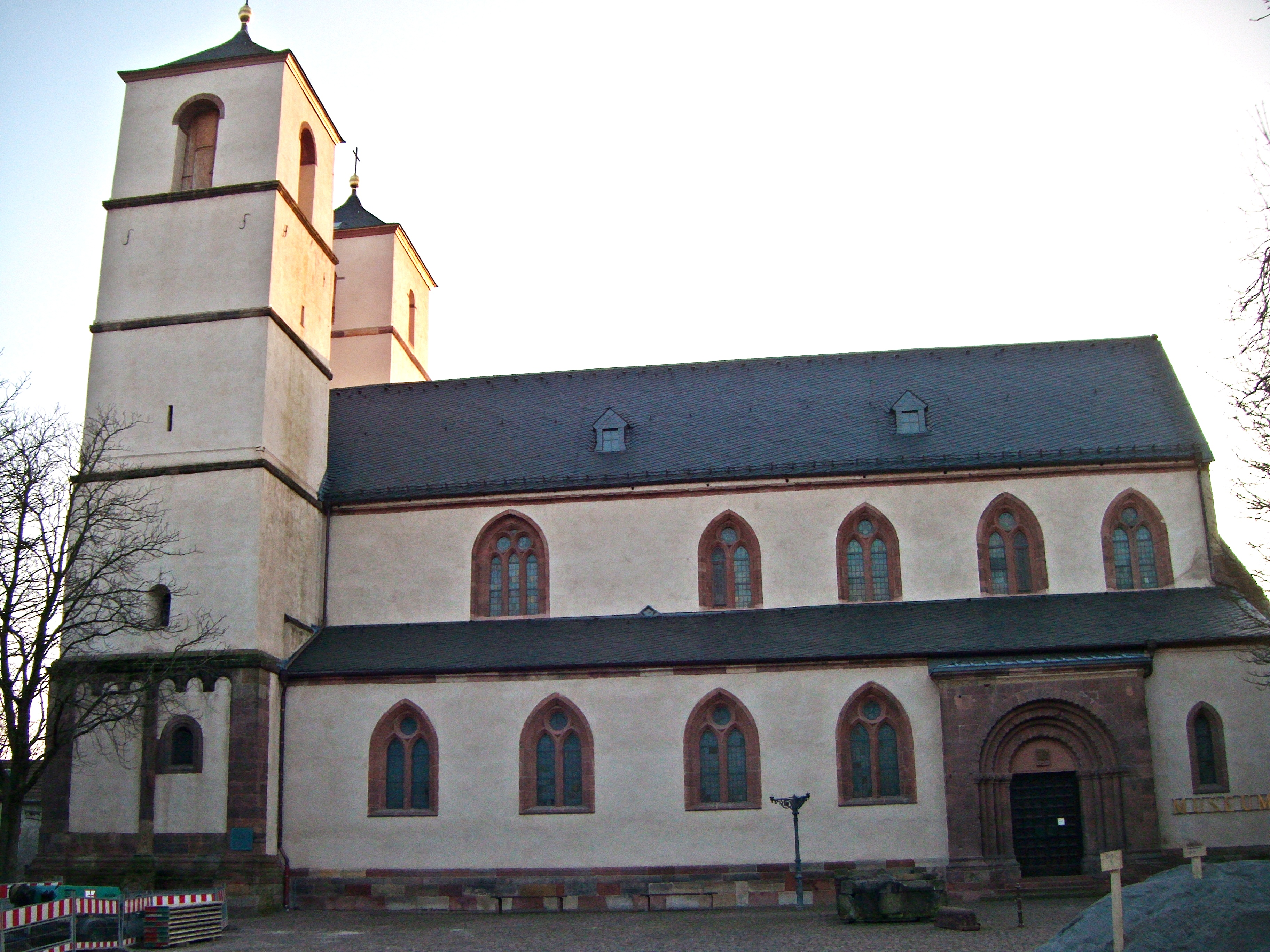
Andreaskirche, Nordansicht

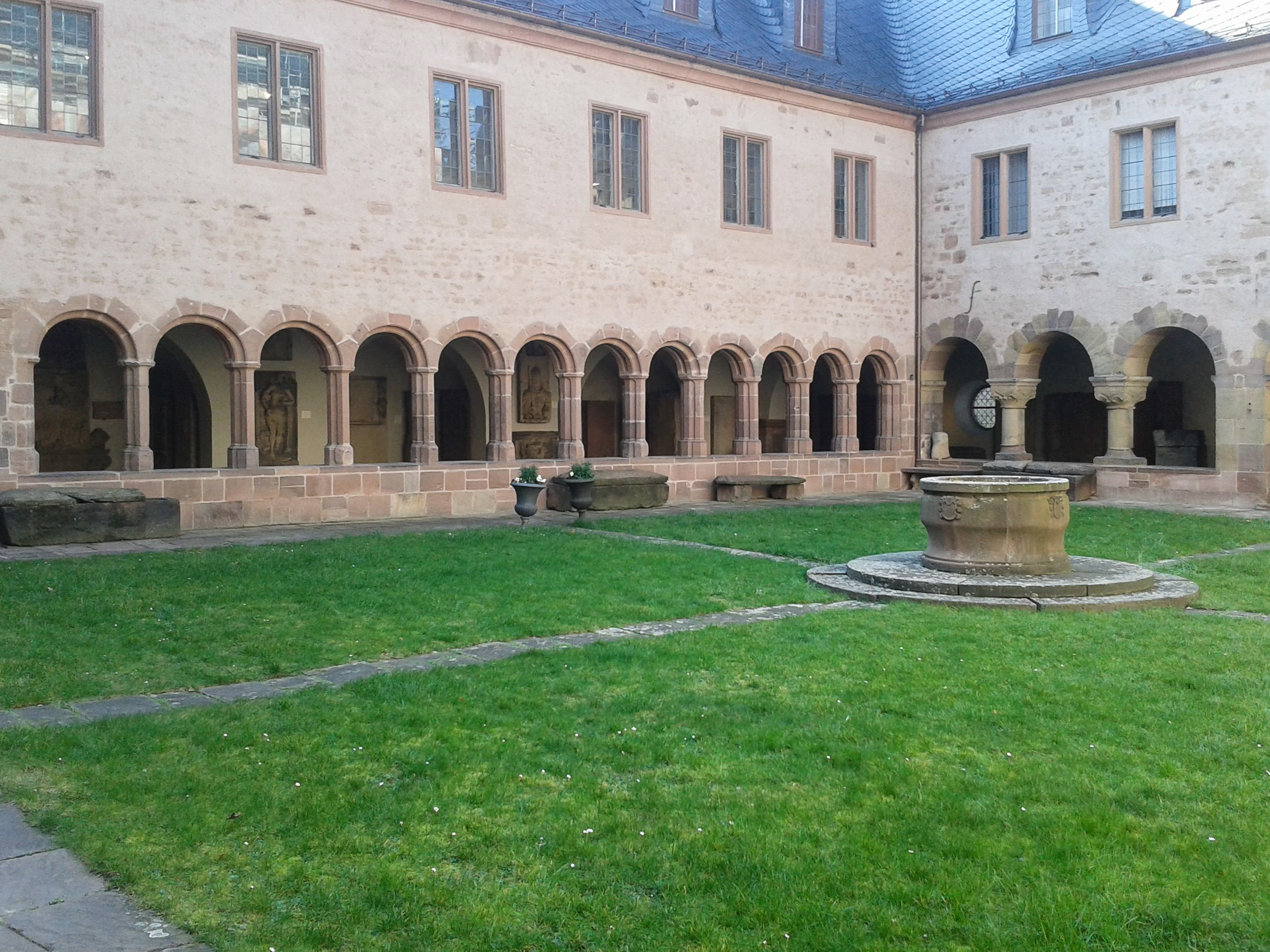
Kreuzgang

1141 regelte Bischof Burchard II. die Einkünfte und Besitzverhältnisse des Stifts ganz im Sinne der auf 1068 datierten Fälschung. Zum Andreasstift gehörten die
- Pfarrkirche St. Magnus,
- Silvesterkapelle, im 14. und 15. Jahrhundert mit einer Valentinsverehrung,[10]
- Marienkapelle,
- Katharinenkapelle und
- Quiriniuskapelle.

Ende des 12. Jahrhunderts ging die Stiftsverwaltung zunehmend vom Propst auf den Dekan über, weil die Pröpste in der Regel weitere Ämter – auch reichsweit – innehatten und sich nicht regelmäßig in Worms aufhielten. Weitere Folge war, dass in der zweiten Hälfte des 12. und den ersten Jahrzehnten des 13. Jahrhunderts die Besitzverhältnisse zwischen dem Stiftskapitel und dem Propst zunehmend getrennt wurden.
Ursprünglich gab es 20 Kanonikerstellen, wovon fünf zusätzliche Ämter wahrnahmen: Dekan, Scholaster, Kantor, Cellerar und Pförtner. Im Jahr 1200 wurden zwei der 20 Kanonikerstellen aufgelöst und deren bisherige Einkünfte dafür verwendet, die fünf Funktionsstellen besser auszustatten und in Landwirtschaft und Gebäude zu investieren. Daneben gehörten 20 Vikare und der Pleban (Gemeindepfarrer) von St. Magnus zum Stift, ohne aber Mitglieder des Kapitels zu sein.
Außer in der Stadt Worms war das Andreasstift vor allem in dessen Umland begütert, darunter befanden sich auch 14 Patronatskirchen. Der Schwerpunkt lag in linksrheinischem Besitz zwischen Oppenheim und Bad Dürkheim sowie Streubesitz, der sich zwischen Bad Salzig und Mußbach linksrheinisch, sowie Bensheim und Budenbach rechtsrheinisch erstreckte.

### Spätmittelalter
Ein Neubau der Andreaskirche wurde ab 1130/40 als dreischiffige romanische Basilika mit einem geraden Chorabschluss zwischen zwei im Grundriss quadratischen Osttürmen und ohne Querschiff von Osten nach Westen errichtet. Übereinstimmungen zwischen dem Westchor des Doms St. Peter und dem Nordportal der Andreaskirche lassen darauf schließen, dass dieser Abschnitt zur selben Zeit, um 1200, errichtet wurde. Nach einem Brand im Jahr 1200 erfolgte ein Umbau. Dabei wurden auch die gotischen Fenster eingebaut. Heute ist nur noch das Maßwerk des westlichsten Fensters im Obergaden der Südwand als Original erhalten. Nach mehrfachen Zerstörungen in den folgenden Jahrhunderten diente es als Vorbild für die Ergänzung der übrigen Fenstern. Auch die originalen Gewölbe gingen bei der Stadtzerstörung 1689 verloren und wurden erst im 20. Jahrhundert wieder ergänzt. Das gotische Ostfenster wurde um 1300 in das romanische Mauerwerk eingebrochen.
Zwei Flügel des romanischen Kreuzgangs sind erhalten, die anderen beiden zu einem unbekannten Zeitpunkt verloren gegangen.
Nach Gründung der Universität Heidelberg 1386 wurden 1398 durch Papst Bonifatius IX. zwei Kanonikate des Stifts St. Andreas für Professoren der neuen Universität bereitgestellt. Bis 1543 sind 42 Professoren bekannt, die auf diesem Weg besoldet wurden.
1499 – auf dem Höhepunkt des Streits zwischen der Stadt Worms und dem dort ansässigen Klerus – emigrierte das Stift für 10 Jahre nach Ladenburg. In dieser Zeit gaben sich die Stiftsherren eine neue Ordnung, die von Bischof Johann von Dalberg bestätigt wurde. Es war die erste schriftlich zusammengefasste Ordnung für das Stift. Zuvor beruhte diese auf Herkommen und Einzelentscheidungen.
Zwischen 1301 und 1461 wurden 10 Ablassbriefe zugunsten des Andreasstifts oder ihm zugeordneter Kapellen ausgestellt.

### Neuzeit

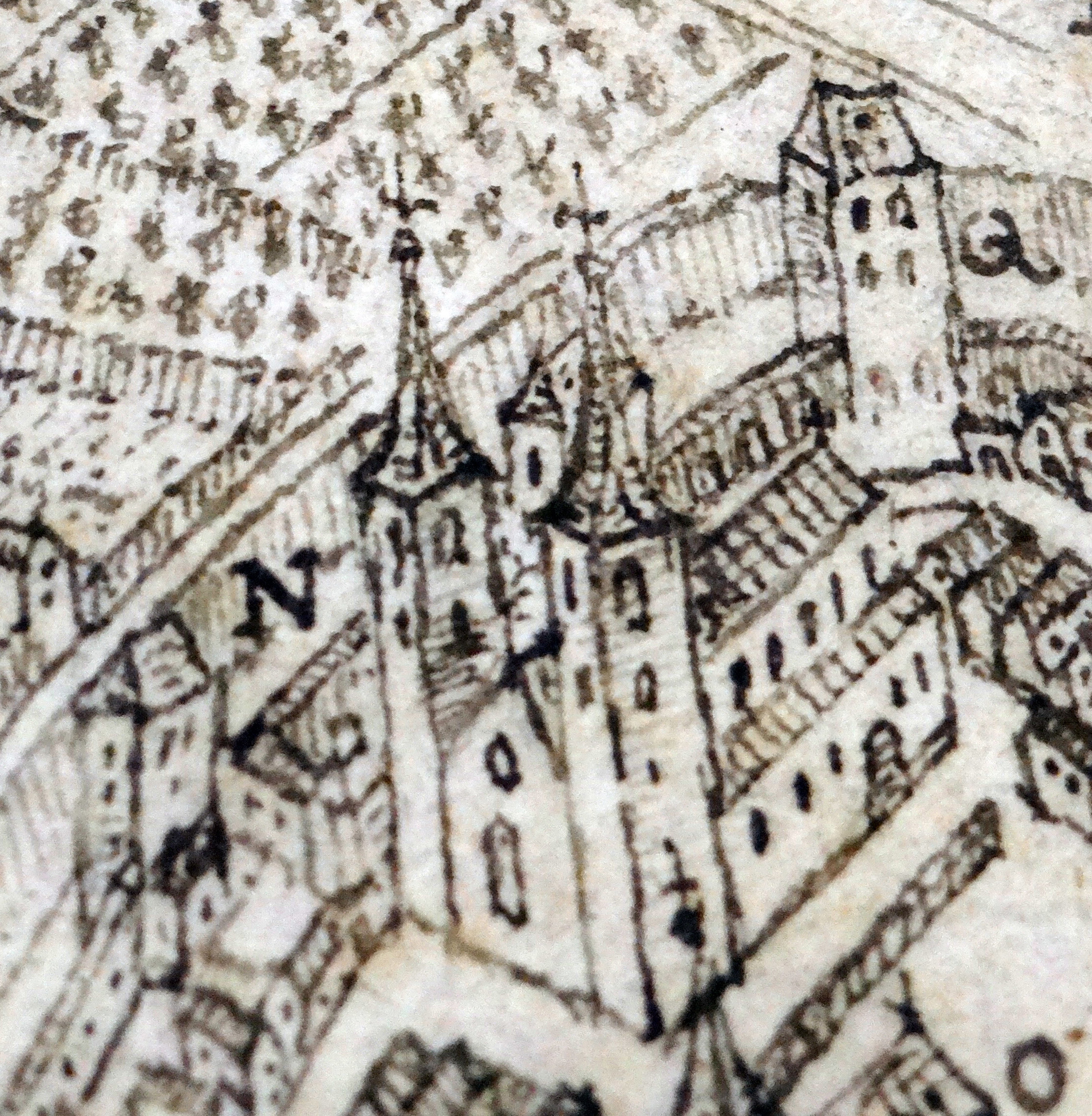
Andreaskirche vor der Zerstörung 1689 (Detail aus: Peter Hamman: Statt Wormbß wie selbige 1631 vor dem Schwedischen Ruin der Vorstätt [...] verblieben)

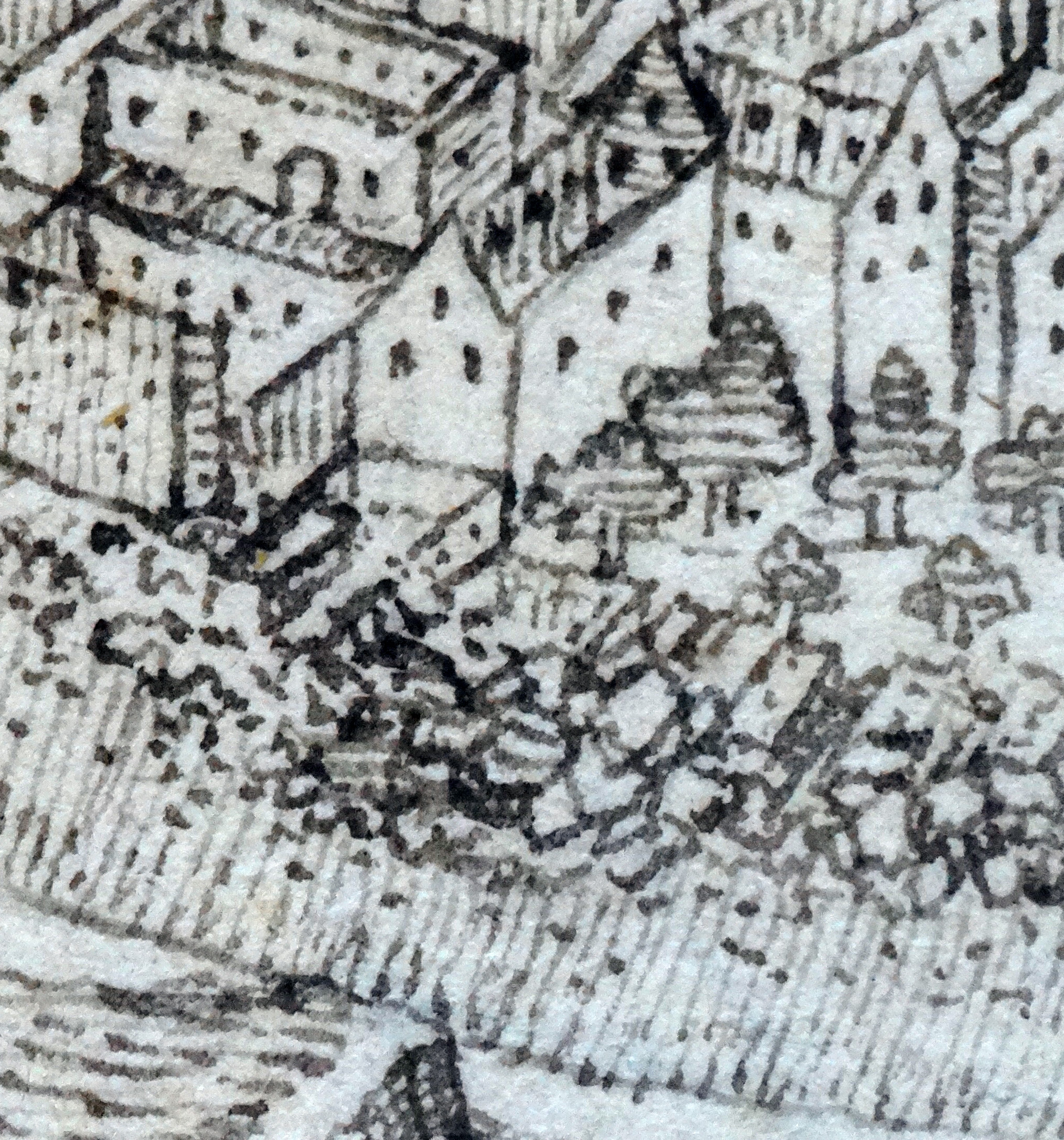
Zerstörte Stiftsgebäude nach 1689 (Detail aus: Peter Hamman: Ansicht der Stadt Worms nach der Zerstörung 1689 von Süden)

Die Reformation bedeutete einen tiefen Einschnitt in das Leben des Stifts. Fünf Stiftsherren wurden schon in den 1520er Jahren evangelisch, zwei sogar schon im Jahr des Auftritts von Martin Luther auf dem Reichstag zu Worms 1521. Darunter war auch Ulrich Preu, genannt Schlaginhaufen, der Gemeindepfarrer der zum Stift gehörenden Magnuskirche. Diese ging in der Folge dem Stift an die Lutheraner verloren, das sich zwar unter anderem mit einem Prozess vor dem Reichskammergericht zu wehren suchte, letztendlich aber keinen Erfolg hatte. Ein weiteres spektakuläres Ereignis war der Übertritt des Stiftsscholasters Hartmann Renner 1612 zum Protestantismus, dem es zudem gelang, dabei seine Pfründe der Universität Heidelberg zu übertragen und dem Stift zu entfremden. Solche Vorkommnisse reduzierten auf Dauer die Zahl der Kanonikate des Stifts. 1761 gab es neben den fünf Amtsträgern nur noch sechs weitere Kanoniker, 1771 nur noch fünf und bei der Auflösung 1802 nur noch vier.
Im Zuge des Dreißigjährigen Krieges besetzten die Schweden 1631 die Stadt. Die katholische Geistlichkeit – und damit auch die Stiftsherren von St. Andreas – ergriffen die Flucht. Nach dem Krieg war es sehr schwer, zu einem geordneten Stiftsleben zurückzukehren, auch weil zumindest ein Teil der Stiftsherren eher weltliche Lebensformen pflegte. Bischof Johann Philipp von Schönborn (seit 1663), versuchte das mit Visitationen abzustellen.
1689 wurde die Stadt – und mit ihr auch das Andreasstift – im Pfälzischen Erbfolgekrieg durch Truppen König Ludwig XIV. systematisch zerstört. Die Stiftsherren flohen ins Rechtsrheinische. Im Andreasstift betraf die Zerstörung alle Gebäude, die Kirchenausstattung, einschließlich Orgel und Glocken, und die Bibliothek. Der Schaden belief sich auf 60.000 fl. zuzüglich 26.000 fl. an ausgefallenen Einkünften. Der Wiederaufbau zog sich bis 1761 hin.

### Profane Folgenutzung

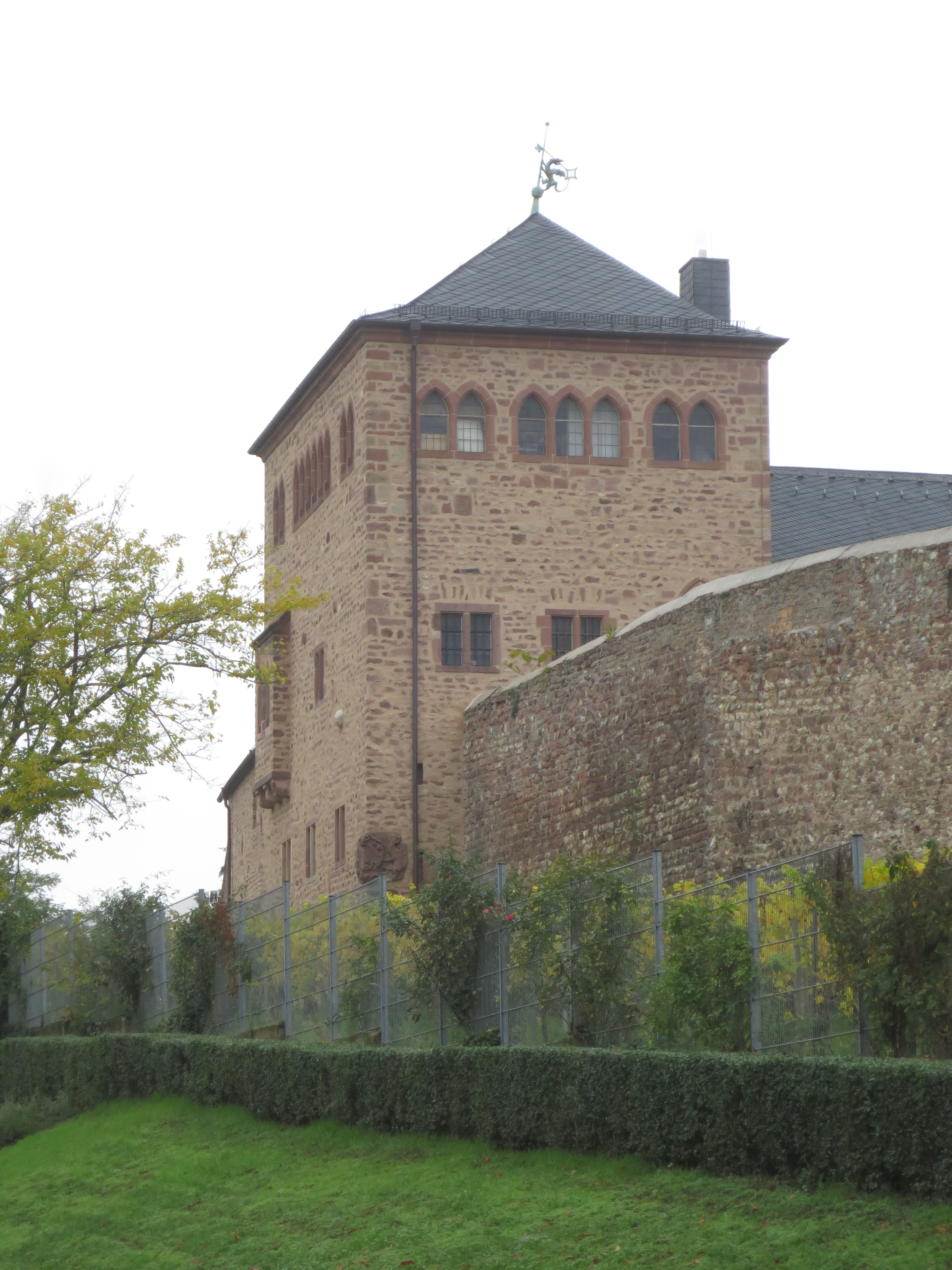
Stadtmauer mit Christoffelturm, der Kurie des Propstes, heute Museum der Stadt Worms

1792 wurde Worms von Frankreich besetzt, 1797/98 annektiert. Nach Feststellung der französischen Verwaltung hatte das Andreasstift damals Schulden in Höhe von 65.000 fl. angehäuft. Die französische Verwaltung beschlagnahmte den Kirchenbesitz und nutzte ihn zunächst als Kaserne. Ab 1810 befand sich die Anlage im Besitz der Stadt, die einen Teil 1824 versteigerte. Die Kirche fand dabei keinen Abnehmer. Hier wurden in der Folgezeit städtische Fahrzeuge abgestellt, Leichenwagen und Feuerspritze. Dabei wurde massiv in die Substanz der Nordwand der Kirche eingegriffen, Tore eingebrochen und die Fenster vermauert. Diese Veränderungen wurden bei der Umnutzung zum Museum wieder beseitigt.
Ende der 1920er Jahre wurde die Anlage wieder aufgewertet. Durch eine Spende von Maximilian von Heyl (1844–1925) und seiner Frau Doris konnten die Gebäude saniert und dort mit der vom Altertumsverein Worms e. V. übernommenen Sammlung, die zuvor im Paulusstift untergebracht war, das städtische Museum eingerichtet werden. Bei den Umbauarbeiten zu einem Museum wurden die Gebäude in erheblichem Umfang frei und historisierend ergänzt. Am 1. Juli 1930, dem Ende der seit November 1918 andauernden französischen Besatzung des linken Rheinufers, wurde in Anwesenheit des hessischen Staatspräsidenten Bernhard Adelung das neue städtischen Museum eröffnet.
In den letzten Monaten des Zweiten Weltkriegs wurde auch das Andreasstift durch alliierte Luftangriffe schwer beschädigt. Es wurde 1945 bis 1947, während der Zeit der französischen Besatzung, wieder aufgebaut. Von 2007 bis 2013 wurden Stiftsgebäude und Kirche erneut restauriert. Das Museum ist seit 2019 wegen baulicher Probleme geschlossen.

### Vervollständigung des Kreuzgangs
Ein Projekt zum Wiederaufbau der beiden zerstörten Flügel des Kreuzgangs wurde vom Altertumsverein Worms e. V. initiiert. Von 2018 bis 2020 wurden die beiden Flügel frei rekonstruiert (es gibt keine historischen Vorlagen und es ist unbekannt, wie sie aussahen), hauptsächlich finanziert durch private Spenden. Bei den vorbereitenden Arbeiten wurden rund 50 mittelalterliche Gräber und Reste der ursprünglichen Säulen gefunden.

## Pröpste
- Wortwin, Protonotar Kaiser Friedrichs I.
- Peter Anton von Clapis, Humanist und späterer Kanzler der Universität Heidelberg, Propst ab 1470[36]
- Clemens August von Steffne[Anm. 1] war der letzte Propst von St. Andreas. Vom Bischof wurde er gerügt und mit einer Geldstrafe belegt, weil er seinen kirchlichen Verpflichtungen nicht nachkam.[37][Anm. 2]